# Sean Conley
Sean Patrick Conley (Doylestown, aprile 1980) è un medico e militare statunitense.

## Biografia
Ufficiale di marina degli Stati Uniti, è stato il medico in carica dell'ex-presidente Donald Trump.. In tale veste, Conley ha dovuto fronteggiare i problemi di salute del presidente durante la pandemia di COVID-19. È stato molto criticato per la mancanza di trasparenza riguardo alle condizioni di salute di Trump mentre il presidente era ricoverato in ospedale per il COVID-19.